# Chalara inflatipes
Chalara inflatipes är en svampart som först beskrevs av Preuss, och fick sitt nu gällande namn av Pier Andrea Saccardo 1886. Chalara inflatipes ingår i släktet Chalara, divisionen sporsäcksvampar och riket svampar.   Inga underarter finns listade i Catalogue of Life.